# سادا جاكوبسون
سادا جاكوبسون (بالإنجليزية: Sada Jacobson)‏ هي مبارزة بالسيف أمريكية، ولدت في 14 فبراير 1983 في روشستر في الولايات المتحدة.

## وصلات خارجية
- سادا جاكوبسون على موقع الاتحاد الدولي للمبارزة (الإنجليزية)
- سادا جاكوبسون على موقع اللجنة الأولمبية الدولية (الإنجليزية)
- سادا جاكوبسون على موقع أوليمبيديا (الإنجليزية)
- سادا جاكوبسون على موقع اللجنة الأولمبية والبارالمبية الأمريكية (الإنجليزية)